# 미옥 (영화)
《미옥》은 2017년에 개봉한 대한민국의 영화이다.

## 줄거리
목숨 걸고, 범죄조직을 재계 유력기업을 키워낸 이인자 나현정(김혜수)과 그녀에게 발탁되어 밑바닥에서 언더 보스의 위치까지 올라온 임상훈(이선균), 그리고 그들을 상대로 위험한 게임을 시작한 최검사(이희준)를 둘러싼 범죄액션 느와르.

## 캐스팅
- 김혜수: 나현정 역
- 이선균: 임상훈 역
- 이희준: 최대식 검사 역
- 최무성: 김 회장 역
- 김민석: 김주환 역
- 오하늬: 웨이 역
- 안소영: 김 여사 역
- 김윤배: 공명패밀리 2 역
- 권율: 공명 역(우정출연)
- 김훈만: 상훈청년5 역